# 武强县
武强县是河北省衡水市下辖的一个县。縣人民政府駐武强镇滏西路1号。
武强县被称为：“年画之乡”。
武強縣歷史文化積澱深厚。 東漢時期，縣域屬武強國管轄。 北魏天保七年，正式設置武強縣。

## 人口
根據第七次人口普查數據，截至2020年11月1日零時，武強縣常住人口為176672人。

## 气候
属温带大陆性季风气候，四季分明，光照充足，无霜期185天，年平均降水量在554毫米左右。年均温12.8℃。

## 行政区划
武强县下辖4个镇、2个乡：
武强镇、街关镇、周窝镇、东孙庄镇、豆村镇和北代镇。

## 交通

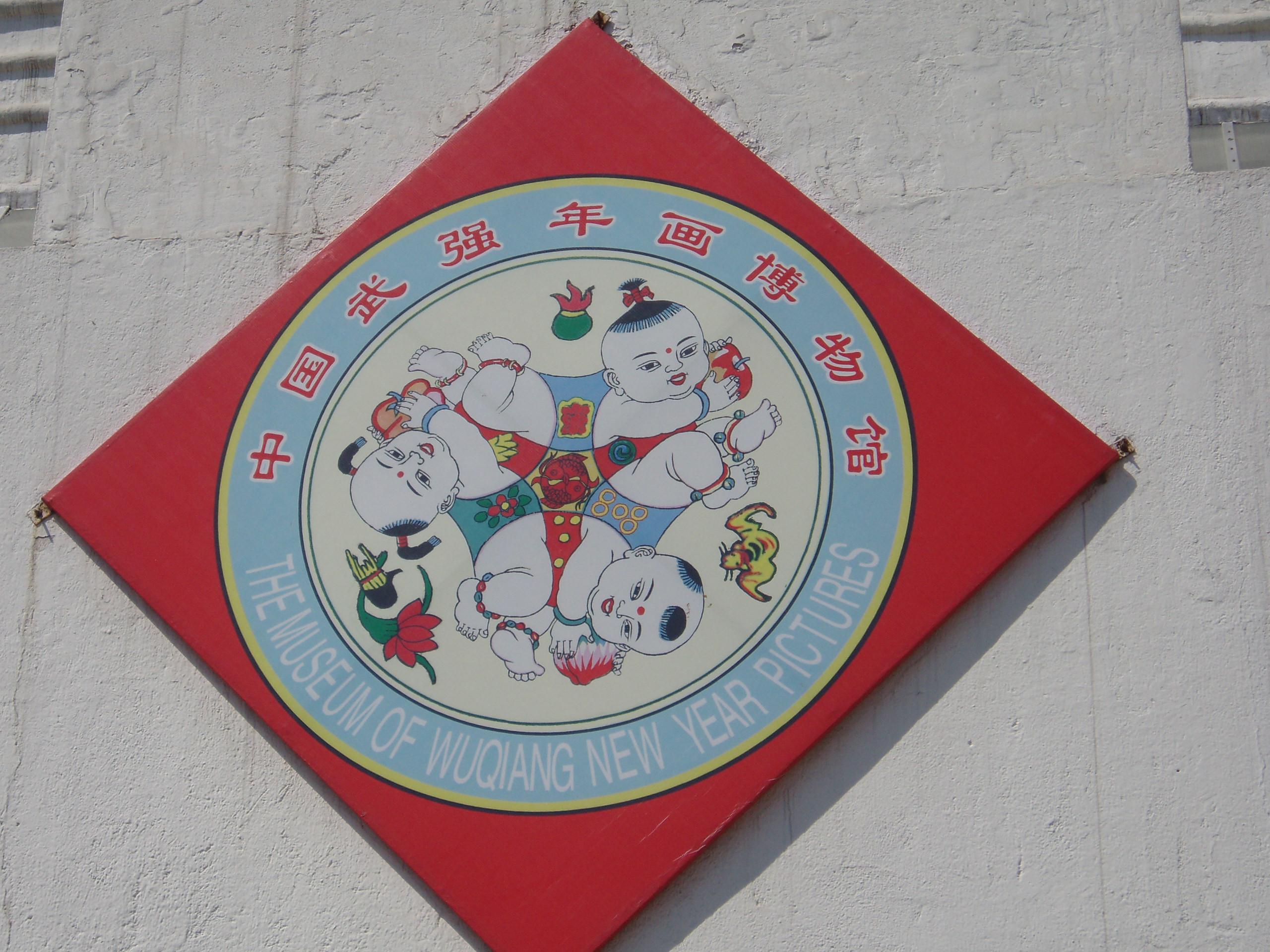
武强年画博物馆

- 307国道过境。